# Vicco von Bülow-Schwante
Vicco von Bülow-Schwante, född 10 maj 1891 i Berlin, död 14 mars 1970 i Düsseldorf, var en tysk diplomat. Han härstammade från den tyska uradelssläkten von Bülow och var son till Karl von Bülow. von Bülow-Schwante var 1934–1938 chef för protokollavdelningen vid Auswärtiges Amt. Han var Tysklands ambassadör i Bryssel från 1938 till 1940.